# Apokryphen
Apokryphen (auch apokryphe oder außerkanonische Schriften; aus griechisch ἀπόκρυφος apókryphos, deutsch ‚verborgen, dunkel‘; substantiviert im Plural ἀπόκρυφα apókrypha, deutsch ‚die Apokryphen‘) sind religiöse Schriften jüdischer bzw. christlicher Herkunft aus der Zeit zwischen etwa 200 vor bis ca. 400 nach Christus, die nicht in einen biblischen Kanon aufgenommen wurden oder über deren Zugehörigkeit Uneinigkeit besteht, sei es aus inhaltlichen oder religionspolitischen Gründen oder weil sie erst nach Abschluss des Kanons entstanden sind oder zur Zeit seiner Entstehung nicht allgemein bekannt waren. Manchmal werden auch noch spätere christliche Schriften, deren Entstehungszeit bis ins 8. oder 9. Jahrhundert reicht, zu den neutestamentlichen Apokryphen gerechnet.

## Inhalt
Nach Benennung, Verfassertradition und Inhalt erheben apokryphe Schriften einen quasibiblischen Anspruch, sei es explizit und vom Verfasser gewollt oder auch ungewollt und nur zugeschrieben. Nur in dieser Hinsicht wurden sie von der vorherrschenden Strömung der Theologie als „apokryph“ im Sinne von abseitig und unzuverlässig charakterisiert, der falsche Schein des Kanonischen und Verbindlichen ist hierfür das entscheidende Merkmal. Die theologische und literarische Qualität vieler Apokryphen bleibt allerdings tatsächlich oft deutlich hinter den kanonischen Schriften zurück. Manche Apokryphen sind der Form nach Hagiographien, deren Hauptfiguren Personen aus dem biblischen Umfeld sind.

## Begriff
Der Begriff ist christlicher Herkunft und wird auch weitgehend nur in der christlichen Theologie verwendet. Er wurde im 2. Jahrhundert von christlichen Theologen geprägt. Im jüdischen Bereich spricht man stattdessen von „außenstehenden Büchern“, den Sefarim Chitzonim (סְפָרִים חִיצוֹנִים), gemeint sind in erster Linie Schriften, die nicht im Tanach, wohl aber in der griechischen Septuaginta enthalten sind.
Anfangs bedeutete er nicht nur „außerkanonisch“, sondern zugleich „häretisch“. Er bewertete die Schriften als Irrlehren oder Fälschungen und wurde zunächst vor allem auf Texte der Gnosis und aus deren Umfeld bezogen. Viele Gnostiker machten bestimmte Texte nur Eingeweihten zugänglich und kennzeichneten sie mit dem Wort „apokryph“ mitunter auch selbst als Geheimlehren. Bildungssprachlich wird das Adjektiv „apokryph“ heute auch verwendet, um ganz allgemein auf einen zweifelhaften Ursprung oder Inhalt von Texten oder Aussagen Bezug zu nehmen.
Streng zu unterscheiden ist zwischen Apokryphen des Alten und Neuen Testaments, da die damit jeweils verbundenen Forschungsprobleme und theologischen Fragestellungen unterschiedlich gelagert sind.

## Abgrenzung
Nicht zu den Apokryphen gezählt werden Texte, die zwar einen ähnlichen Offenbarungsanspruch erheben, aber historisch in den ersten Jahrhunderten nicht nachgewiesen sind, z. B.:
- das Barnabasevangelium
- die Offenbarungen Jakob Lorbers
- die Holy Piby
- das Buch Mormon (Goldplatten), Lehre und Bündnisse, Köstliche Perle
- Letztes Testament
- Drittes Testament der Johannischen Kirche
- das „Wassermann-Evangelium“ von Levi H. Dowling
- Das sechste und siebente Buch Mosis

## Apokryphen zum Alten Testament
Alttestamentliche Apokryphen im engeren Sinn sind die von Martin Luther und nach ihm auch von anderen Reformatoren ausgesonderten Schriften, die nicht in der hebräischen Bibel vorkommen, sondern nur in der griechischen Septuaginta enthalten sind. Alttestamentliche Apokryphen im weiteren Sinn umfassen weitere nichtbiblische Schriften des Judentums.

### Alttestamentliche Apokryphen im engeren Sinn
Gegen Ende des ersten Jahrhunderts nach Christus soll es im Zuge der Kanonisierung der jüdischen Bibel im tannaitischen Judentum zur Ausgrenzung biblischer Schriften gekommen sein, die nur in der Septuaginta, nicht aber im Tanach enthalten sind. In der griechischsprachigen christlichen Kirche wurde die Septuaginta als Kanon des Alten Testaments beibehalten. Die römische Kirche rechnete deren Schriften seit dem 3. Konzil von Karthago (397) definitiv zum Kanon. Erst die Kirchen der Reformation ordneten sie im 16. Jahrhundert den „Apokryphen“ zu.
Der Septuaginta-Kanon ist allerdings nur in christlichen Zusammenhängen bezeugt. Der früher verbreiteten Auffassung, es habe im rabbinischen Judentum im Anschluss an die Synode von Jamnia eine bedeutende Reduktion der biblischen Schriftensammlung gegeben, die zuvor auch die heute als „Apokryphen“ bezeichneten Schriften mitenthalten hätte und als griechische Bibel des alexandrinischen Judentums anerkannt gewesen sei, wird heute widersprochen.
Seit der Reformation unterscheidet sich daher der Umfang des Alten Testaments in den christlichen Konfessionen: Die katholische und die orthodoxe Kirche folgen in ihrem AT-Kanon weiter der Septuaginta, während die Reformatoren ihren Bibelübersetzungen die hebräische Bibel zugrunde legten. Entsprechend werden im Protestantismus alle Schriften, die im Judentum nicht als kanonisch anerkannt sind, zu den Apokryphen gezählt. Sie sind in der Lutherbibel als „nützliche“, aber nicht „heilige“ Schriften in einem Anhangsteil abgedruckt. In einigen Ausgaben der Lutherbibel sind sie gar nicht enthalten. In Bibelübersetzungen aus der reformierten Tradition waren sie anfangs enthalten (Zürcher Bibel von 1531), wurden aber später ausgeschlossen. Ähnliches gilt für die anglikanische Tradition, die die Apokryphen in der King-James-Bibel von 1611 zunächst in einem gesonderten Teil ohne Rangunterschied aufnahm, binnen eines Jahrhunderts aber aus ihren Bibelausgaben verdrängte.
Die in protestantischen Kirchen als apokryph betrachteten Texte wurden im Sprachgebrauch der katholischen Theologie in der Zeit der Kontroverstheologie auch als deuterokanonische Schriften bezeichnet, um sie von den protokanonischen Schriften zu unterscheiden, die von allen christlichen Konfessionen anerkannt werden. In den orthodoxen Kirchen nennt man sie auch Anaginoskomena („Zu Lesendes“). Ein moderner Ausdruck für diese Schriften, der konfessionelle Neutralität anstrebt, lautet „Spätschriften des Alten Testaments“. Alle diese apokryphen Schriften sind (je nach Abgrenzung zumindest überwiegend) jüdischen Ursprungs und im Zeitraum vom 3. Jahrhundert v. Chr. bis zum 1. Jahrhundert n. Chr. entstanden.

#### Evangelische Sichtweise
Folgende Schriften werden in der Lutherbibel als „Apokryphen“ bezeichnet und unter diesem Namen und in folgender Reihenfolge mit abgedruckt.
- Buch Judit
- Buch der Weisheit
- Buch Tobit (nach der Vulgata und nach Luther „Tobias“)
- Jesus Sirach
- Baruch und Brief des Jeremia (6. Kapitel des Buches Baruch in der Vulgata)
- 1. Buch der Makkabäer
- 2. Buch der Makkabäer
- Zusätze zum Buch Ester
- Zusätze zum Buch Daniel (darunter verschiedene Lieder im 3. Kapitel und die in der Vulgata als 13. und 14. Kapitel aufgenommenen Erzählungen von Susanna im Bade, vom Bel zu Babel und von dem babylonischen Drachen)
- Gebet des Manasse

Alle anderen Apokryphen werden in der reformatorischen Tradition nicht zu dieser Schriftkategorie gezählt, sondern stattdessen im protestantischen Bereich oft zusammenfassend als „Pseudepigraphien“ bezeichnet, obwohl streng genommen keineswegs alle apokryphen Schriften Pseudepigraphien sind und es auch unbestritten kanonische Bücher in der Bibel gibt, die weithin als Pseudepigraphien erkannt oder betrachtet werden.

#### Katholische Sichtweise
Die meisten Apokryphen nach diesem evangelischen Sprachgebrauch sind in katholischen Bibelausgaben, die auf der lateinischen Vulgata beruhen, als kanonische Schriften enthalten; sie wurden in der vorreformatorischen und katholischen Tradition auch niemals als „Apokryphen“ bezeichnet. Nur die Oratio Manassis („Gebet des Manasse“) gilt nach Auffassung beider Konfessionen als apokryph.
Das Trienter Konzil bestätigte das Gros der von den Reformatoren angezweifelten alttestamentlichen Bücher auf seiner 4. Session vom 8. April 1546 trotz gewisser Meinungsverschiedenheiten im Vorfeld als kanonisch. Später bezeichnete man sie zeitweise als deuterokanonisch, stufte sie aber nie herab und entfernte sie auch nicht von ihrer angestammten Stelle in den Bibelausgaben.
Einige in der Septuaginta nicht einheitlich bezeugte Spätschriften gehörten nie zum vorreformatorischen Kanon oder waren schon vor der Reformation umstritten. Aus katholischer Sicht als apokryph im engeren Sinn gelten daher nur folgende Schriften, die in Textzeugen der Septuaginta zwar überliefert, aber nicht in die Vulgata gelangt sind:
- 3. Buch Esra
- 4. Buch Esra und weitere außerbiblische Esra-Schriften
- 3. Buch der Makkabäer
- 4. Buch der Makkabäer
- Gebet des Manasse (in den Oden)
- Psalm 151
- Psalmen Salomos
- Buch der Jubiläen

#### Orthodoxe Sichtweise
Die orthodoxe Tradition folgt der griechischen Bibel der Alten Kirche. Einen autoritativ festgelegten Kanon kennt sie jedoch nicht. Vorreformatorisch gab es Verhandlungen mit der lateinischen Kirche über den Wert oder die Geltung bestimmter Bücher unter anderem auf dem Unionskonzil von Florenz (1442). Verbindlichkeit und Rang einzelner Schriften wurden später unter dem Einfluss der Reformation in unterschiedlichem Ausmaß auch in der Orthodoxie in Zweifel gezogen oder relativiert. So setzte eine griechische Druckbibel von 1526 die Apokryphen in einen gesonderten Teil. 1629 lehnte der Patriarch von Konstantinopel Kyrillos Loukaris die über den Tanach hinausgehenden Bücher ab. Die 1642 abgehaltene Synode von Konstantinopel beurteilte die Apokryphen dagegen als nützlich und beizubehalten. Die Synode von Jerusalem (1672) akzeptierte nur die Bücher Tobit, Judit, Jesus Sirach und das Buch der Weisheit als zuverlässig überliefert. 1950 wurde indes für den panorthodoxen Gebrauch eine Bibelausgabe autorisiert, die alle im evangelischen Bereich als apokryph betrachteten Schriften ohne besondere Kennzeichnung enthält.
Ein Sonderfall ist Psalm 151, der in der westlichen Kirche weder im katholischen noch im protestantischen Bereich als kanonisch anerkannt wird, in der Ostkirche jedoch immer als unbestrittener Teil des Psalmenbuches galt.

### Alttestamentliche Apokryphen im weiteren Sinn
Daneben werden auch andere nichtkanonische Schriften des Judentums im christlichen Bereich in Analogie zu den neutestamentlichen Apokryphen als „apokryphe“ jüdische Texte bezeichnet, darunter etwa das Äthiopische und das Slawische Henochbuch oder die verschiedenen Baruch-Apokalypsen (2. Baruch, 3. Baruch und 4. Baruch). Sie stammen zum größten Teil aus dem hellenistischen Judentum Ägyptens, Syriens und Palästinas und aus dem Umfeld der Qumran-Schriften und enthalten Legenden, Erzählungen, Lehrtexte, poetische Texte und Apokalypsen.

## Apokryphen zum Neuen Testament
→ Liste: Pseudepigraphische Schriften zum Neuen Testament
Der Begriff neutestamentliche Apokryphen ist insofern problematisch, dass die damit bezeichneten Schriften ja gerade nicht Bestandteil des neutestamentlichen Kanons waren oder sind. Stattdessen haben die Theologen Edgar Hennecke und Wilhelm Schneemelcher in ihrer Zusammenstellung genau solche Schriften zusammengefasst, die nach Form oder Inhalt mit den Schriften des Neuen Testaments in Beziehung stehen und für die entweder von Autoren oder Rezipienten kanonische Autorität beansprucht wurde, oder die zumindest für einzelne Leserkreise eine Ergänzung zum Kanon dargestellt haben. Es handelt sich damit um christliche Schriften der ersten Jahrhunderte, die in Inhalt und Form den Schriften des Neuen Testaments ähneln. Häufig wurde deren Anspruch, von Aposteln verfasst worden zu sein oder über das Wirken von Aposteln zu berichten, von der Kirche oder ihren maßgeblichen Theologen bestritten. Daher erhielten sie spätestens seit Irenäus und Tertullian den Ruf des Gefälschten. Die heutigen christlichen Konfessionen sind sich weitgehend darüber einig, dass sie nicht zur Bibel gehören.
Der Begriff „apokryph“ selbst war jedoch nicht immer negativ besetzt. So haben sich einige Schriften selbst so bezeichnet und sind dabei zum Teil erstaunlich breit überliefert. Die Bezeichnung könnte der Versuch gewesen sein, auszudrücken, dass mit dem Text eine Lehre autorisiert werden soll, die bisher nicht bekannt war.
In aller Regel nicht als apokryph bezeichnet werden jene außerkanonischen frühchristlichen Texte, die zu den Schriften der Kirchenväter des 2. Jahrhunderts gerechnet werden, den sogenannten Apostolischen Vätern. Dieser Begriff wurde im 17. Jahrhundert für frühchristliche Autoren geprägt, von denen man die Übereinstimmung mit der Lehre der Apostel voraussetzte, weil sie als altkirchliche Theologen und Bischöfe anerkannt waren. Bei den im Zeitraum von etwa 90 bis 150 n. Chr. entstandenen Schriften der apostolischen Väter handelt es sich um lehrhafte, seelsorgerliche Briefe oder Kommentare zu neutestamentlichen Überlieferungen. Dabei sind die Grenzen zwischen Väterliteratur und Apokryphen teils fließend. So rechnet man frühchristliche Literatur wie die Didache oder den Hirten des Hermas in der Regel zu den Apokryphen, obwohl sie als authentisch und glaubenstreu anerkannt sind.
Zu den Apokryphen zählt man heute auch sogenannte Agrapha: mündlich überlieferte Worte, Dialoge und Episoden von und über Jesus, die in der NT-Überlieferung unbekannt sind und parallel dazu – auch innerhalb von Schriften der Apostolischen Väter – aufgeschrieben wurden.
Origenes († um 254) und der Kirchenhistoriker Eusebius († um 340) teilten die zu ihrer Zeit umlaufenden Schriften in drei Gruppen ein:
- allgemein anerkannte Schriften
- teils anerkannte, teils umstrittene Schriften
- unechte und verworfene Schriften

Eine eindeutige Abgrenzung zwischen kanonischen und nichtkanonischen Schriften besteht seit dem 39. Festbrief des Athanasius im Jahr 367 n. Chr.
Einen Sonderfall stellt der pseudepigraphische Laodizenerbrief dar, der zwar bereits in der Spätantike beispielsweise von Hieronymus abgelehnt wurde, in der Vulgata aber dennoch jahrhundertelang als kanonischer Paulusbrief überliefert und auch in allen 17 deutschen Übersetzungen des Neuen Testamentes vor der Lutherbibel enthalten war. Erst Luther beurteilte den Brief als apokryph und schied ihn aus seinem Kanon aus. Das Konzil von Trient, das in Beantwortung der reformatorischen Bibelkritik den für die römisch-katholische Kirche verbindlichen Kanon definierte, ließ den umstrittenen Brief nicht mehr zu, sodass er seither generell nicht mehr als kanonisches Buch wahrgenommen wird.

## Verwendung apokrypher Quellen im frühchristlichen Schrifttum
Eine apokryphe jüdische Schrift wird mit Sicherheit im Neuen Testament zitiert, nämlich das Henochbuch in Vers 14 des Judasbriefes. Clemens von Alexandria verfasste um 200 n. Chr. einen Kommentar zur Offenbarung des Petrus, einer frühchristlichen Apokalypse, die nicht als kanonisch anerkannt wurde. Insgesamt gesehen sind aber Bezugnahmen auf Apokryphen bei den Kirchenvätern selten. Allerdings sind Vergleiche mit der Verwendungshäufigkeit der kanonischen Bücher dadurch erschwert, dass viele Stellenregister zu Kirchenväter-Ausgaben die Apokryphen gar nicht berücksichtigen.
Bezüglich der apokryphen Evangelien ist eine Beurteilung ihrer Verwendung bei den Kirchenvätern ebenfalls schwierig, da von manchen apokryphen Evangelien nur Bruchstücke bekannt sind. Daher können abweichende Evangelienzitate bei Kirchenvätern oft nicht klar zugeordnet werden: Es lässt sich nicht zuverlässig feststellen, ob es sich um eine ungenaue Wiedergabe aus dem Gedächtnis, ein Zitat aus einer abweichenden Handschriftentradition eines kanonischen Evangeliums oder tatsächlich um eine Stelle aus einem apokryphen Evangelium handelt.

## Bestand an neutestamentlichen Apokryphen
Viele neutestamentliche Apokryphen sind nicht vollständig im Original erhalten, sondern nur in Fragmenten oder in Übersetzungen. Manche sind auch nur aus Zitaten oder Erwähnungen bei den Kirchenvätern oder anderen frühchristlichen Schriftstellern bekannt. Häufig wurden die Schriften unter dem Namen eines bekannten Apostels oder Jüngers Jesu als Pseudepigraph verbreitet. Seit den Funden von Nag Hammadi, der eine umfangreiche gnostische Bibliothek erschloss, wurden einige bisher nur dem Namen nach oder auch gar nicht bekannte Texte in koptischen Versionen wiederentdeckt, darunter:
- das Petrusevangelium (wiederentdeckt 1886),
- die Oxyrhynchus-Papyri, ab 1897 ausgegraben, nur ein kleiner Teil ist bisher publiziert,
- der Egerton-Papyrus (1935),
- das Thomasevangelium unter den Schriften von Nag Hammadi (1945–1947)

Teilweise wird in der Forschung die Auffassung vertreten, dass vor allem im Thomasevangelium unabhängige und ältere Traditionen von Äußerungen des historischen Jesus überliefert sind. Andere Bibelwissenschaftler sehen dagegen gerade in dieser Schrift z. B. eine Abhängigkeit von anderen Evangelien, sowie teils starke redaktionelle Bearbeitungen z. B. unter dem Einfluss des Gnostizismus.
Viele dieser Texte waren zum Zeitpunkt der Kanonbildung nicht genügend bekannt oder nicht als autoritativ anerkannt. Von diesen apokryphen Texten sind Schriften zu unterscheiden, die ebenfalls zu jener Zeit entstanden sind, aber weder Aufnahme in den Kanon des Neuen Testaments gefunden haben, noch in Gemeinden verwendet wurden, die später Teil der Großkirche wurden, sondern als häretisch ausgeschieden wurden. Die Unterscheidung orthodoxer und häretischer Positionen, insbesondere von Großkirche und Gnostizismus, bildete sich aber erst in den ersten Jahrhunderten heraus und wurde unter anderem durch Apologeten wie Justin der Märtyrer und Irenäus von Lyon kriteriologisch fundiert. Daher ist anzunehmen, dass sich viele später als „gnostisch“ und „häretisch“ eingestufte Gemeinden und Gemeindemitglieder anfangs nicht als vom sonstigen Christentum verschieden verstanden haben. Die Unterscheidung „orthodoxer christlicher Apokryphen“ und „gnostischer häretischer Schriften“ ist entsprechend problematisch. Grundsätzlich wird angenommen, dass die Kanonbildung häufig entlang der sich herausbildenden Opposition zu als Häretiken ausgeschiedenen Positionen verlief, so dass Texte, auf welche sich „Häretiker“ hätten berufen können, aus dem Kanon ausgeschieden wurden, um die großkirchliche Identität zu festigen.
Die Zahl dieser Apokryphen liegt in der Größenordnung von 100 (eher mehr). Sie sind informativ im Hinblick auf das damalige volkstümliche Christentum in und außerhalb der Kirche, ohne jedoch die historische Kenntnis über Jesus und seine Apostel erheblich zu erweitern. Eine nachträgliche Aufnahme einzelner Apokryphen ins Neue Testament wird nicht ernsthaft erwogen, und von Laien werden sie weit weniger studiert als die 27 Bücher des NT.

### Fragmente apokrypher Evangelien

#### Papyrus Egerton 2
Der Papyrus Egerton 2 besteht aus Fragmenten von drei Seiten eines Kodex. Sie enthalten Teile eines unbekannten Evangeliums aus dem zweiten Jahrhundert, das in Ägypten gefunden und 1935 erstmals veröffentlicht wurde. Besonders das Verhältnis zum Johannesevangelium wird in der Forschung diskutiert. Inzwischen wurde der Papyrus Köln VI 255 als Teil derselben Handschrift erkannt.

#### Das geheime Markusevangelium
Das Geheime Markusevangelium ist eine Variante des Markusevangeliums, die nur in einem angeblichen Brief des Clemens von Alexandria an einen sonst unbekannten Theodoros aus Alexandria mit zwei zitierten Erweiterungen gegenüber dem kanonischen Text bezeugt ist. Dieser Brief beschreibt jenes als ein auch vom Evangelisten Markus verfasstes „geistigeres Evangelium zum Gebrauch für jene, die eben vervollkommnet wurden“. Der Brief wurde nach dessen eigenen Angaben 1958 von Morton Smith im Kloster von Mar Saba entdeckt und 1973 erstmals herausgegeben. Das Original scheint verloren gegangen zu sein. Möglicherweise handelt es sich um eine moderne Fälschung.

#### Petrusevangelium
1886 wurde ein Fragment des Petrusevangelium in Ägypten entdeckt. Dieses war bis dahin nur aus Notizen bei Eusebius von Caesarea bekannt. Die Handschrift wird in das frühe 9. Jahrhundert datiert, aber der Text war schon im 2. Jahrhundert in Ägypten verbreitet, wie einige Fragmente davon aus Oxyrhynchos belegen.
Das Fragment enthält einen verkürzten Passionsbericht mit Petrus als Ich-Erzähler. Er beginnt mit dem Händewaschen des Pilatus und weist unhistorischerweise Herodes und den Juden die Alleinschuld am Tod Jesu zu. Die Auferstehung Jesu Christi geschieht hier vor vielen Zeugen und mit phantastischen Zügen. Nach der Rückkehr der Jünger nach Galiläa begegnet Jesus den drei erstberufenen Jüngern Petrus, Andreas und Levi am See Genezareth (vgl. Joh 21 ).
Helmut Köster hielt dies für die älteste Auferstehungsvision, die im Markusevangelium aus theologischen Gründen weggelassen worden sei. Martin Dibelius dagegen nahm an, der Autor habe alle kanonischen Evangelien gekannt, diese aus dem Gedächtnis nacherzählt und mit alttestamentlichen Zitaten ergänzt. Er kannte die Rechtsverhältnisse in Palästina nicht und sein Text enthält stark antijudaistische Züge, so dass Gerd Theißen seinen Wert für die Erklärung des Todes Jesu als gering veranschlagt.

#### Papyrus Oxyrhynchus 840
Der Papyrus Oxyrhynchus 840 ist ein kleines, beidseitig beschriebenes Blatt (8,5 zu 7 cm), das wahrscheinlich als Amulett diente. Dieses winzige Bruchstück wurde 1905 in Oxyrhynchus von Grenfell und Hunt entdeckt. Es enthält unter anderem ein Streitgespräch Jesu mit dem pharisäischen Oberpriester Levi über die Vorschriften zur Reinigung vor dem Betreten des Vorhofes des Jerusalemer Tempels durch Jesus und seine Jünger (vgl. Mk 7,1 ; Mt 15,1 ). Es betont ähnlich wie synoptische Texte die innere und nicht die äußere Reinheit, die mit der Taufe vollgültig gegeben sei. Manche Forscher, wie Joachim Jeremias, nahmen an, dass es zu einem vormarkinischen Evangelium gehörte. Es wäre dann das älteste bekannte Evangelienfragment.

#### Papyrus Oxyrhynchus 1224
Der Papyrus Oxyrhynchus 1224 besteht aus den Resten eines Papyrusbuches aus Oxyrhynchos. Das Fragment wurde erstmals von Bernard Pyne Grenfell und Arthur Surridge Hunt herausgegeben. Aufgrund des schlechten Zustands der Blätter war eine Identifikation mit einem apokryphen Evangelium oder einer sonstigen bekannten Schrift bislang nicht möglich. Das Fragment wird ungefähr ins 4. Jahrhundert datiert.

#### Papyrus Cairensis 10 735
Dieses Papyrusblatt aus dem 6. oder 7. Jahrhundert enthält Fragmente eines unkanonischen Evangeliums, möglicherweise aber auch den Text eines Evangelienauszugs oder einer Predigt. Der Inhalt bezieht sich auf die Verkündigung der Geburt Jesu und die Flucht nach Ägypten mit Bezügen zu Mt 2,13  bzw. Lk 1,36 .

#### Fajjumfragment
Das Papyrusfragment aus dem 3. Jahrhundert wurde von Gustav Bickell 1885 in Wien gefunden und 1887 herausgegeben (Mittheilungen aus der Sammlung der Papyrus Erzherzog Rainer I, 1887, S. 54–61). Es ist ein kurzes Fragment mit verkürzter, älterer Abendmahlsszene. Fajjum ist der mutmaßliche Fundort in Ägypten. Klaus Berger vermutet die Entstehung der Schrift um 60–65 n. Chr.

#### Straßburger koptischer Papyrus und Unbekanntes Berliner Evangelium
Der Straßburger koptische Papyrus sind einige Fragmente eines apokryphen Evangeliums aus dem 5. oder 6. Jahrhundert, die sich seit 1899 im Besitz der Straßburger Landes- und Universitätsbibliothek befinden. Es besteht eine Beziehung zum Unbekannten Berliner Evangelium, das womöglich eine andere Handschrift desselben Werks ist. Die Fragmente sind jedoch so stark zerstört, dass sie sich kaum auswerten lassen.

### Apokryphe Evangelien
Die in dieser Gruppe zusammengefassten Texte gehören nicht alle zur literarischen Gattung der Evangelien, d. h. geordneten Erzählungen des Lebens und Wirkens Jesu, wie sie erstmals im Markusevangelium unter dieser Bezeichnung vorgelegt wurden. Vielmehr sind neben Evangelien im engeren Sinn, Evangelienharmonien und Spruchsammlungen auch esoterische Abhandlungen und andere Texte vertreten, die von den Verfassern oder Überlieferern aufgrund der ihnen beigemessenen Bedeutung, ihrer Botschaft, ihrer angestrebten Verbreitung oder aus anderen Gründen als „Evangelium“ bezeichnet wurden.
- Ägypterevangelium:
  - Griechisches Ägypterevangelium (2. Jh.)
  - Koptisches Ägypterevangelium (gnostisch)
- Apokryphon des Johannes (gnostisch)
- Bartholomäusevangelium (3. Jh.)
- Dialog des Erlösers (gnostisch)
- Diatessaron (Evangelienharmonie, 2. Jh.)
- Ebionitenevangelium (judenchristlich)
- Evangelium der Eva
- Evangelium der Maria (gnostisch)
- Evangelium der Wahrheit (gnostisch)
- Evangelium des Marcion (gnostisch)
- Gamalielevangelium
- Hebräerevangelium (judenchristlich)
- Judasevangelium (2. Jh., gnostisch)
- Kindheitsevangelien:
  - Arabisches Kindheitsevangelium (6. Jh.)
  - Armenisches Kindheitsevangelium (armenisch)
  - Kindheitsevangelium nach Thomas (2. Jh.)
- Matthiasevangelium (2. Jh.)
- Nazaräerevangelium (2. Jh., judenchristlich)
- Nikodemusevangelium (4. Jh.), dazu gehören die Pilatusakten und die Höllenfahrt Christi
- Petrusevangelium (2. Jh., gnostisch)
- Philippusevangelium (3. Jh., gnostisch)
- Protoevangelium des Jakobus (2. Jh.)
- Pseudo-Matthäus-Evangelium (7. Jh.)
- Thomasevangelium (2. Jh., gnostisch überarbeitet)

### Apostelakten
Als (apokryphe) Apostelakten werden Schriften bezeichnet, die (teilweise in fiktional, romanhaft-phantastischer Form) die Taten (lat. acta), insbesondere die Missionsreisen eines der Apostel beschreiben; deshalb wird auch von „apokryphen Apostelromanen“ gesprochen. Vorbild solcher Apostelakten ist die Apostelgeschichte des Lukas, deren zweiter Teil von den Missionsreisen des Paulus berichtet. Dementsprechend nennt man zum Beispiel die „Thomasakten“ auch „Apostelgeschichte des Thomas“.
Die manichäische Sammlung der Apostelakten, die jedoch nicht als eigenständiges Werk zu sehen ist, umfasst folgende apokryphen Apostelgeschichten:
- Andreasakten (Acta Andreae)
- Johannesakten (Acta Ioannis)
- Paulusakten (Acta Pauli)
- Petrusakten (Acta Petri)
- Thomasakten (Acta Thomae)

Weitere Apostelakten sind:
- Acta Petri et Andreae
- Barnabasakten (Acta Barnabae)
- Bartholomäusakten
- Akten des Paulus und der Thekla
- Philippusakten (Acta Philippi)
- Thaddäusakten (Acta Thaddei)

### Briefe
Es handelt sich um eine Gruppe sehr unterschiedlicher Schriftstücke, von denen einige einfach nachträgliche Kompilationen von Paulus-Zitaten (aus den kanonischen Briefen) sind, um Lücken in der Biografie des Paulus zu füllen. Der Barnabasbrief ist eigentlich kein Brief, sondern eher ein theologisches Traktat, das in die Gruppe der Apostolischen Väter gehört und zeitweise in manchen Kirchen als kanonisch galt.
- Abgarbriefe
- Brief des Barnabas
- 2. Clemensbrief
- apokryphe Paulusbriefe:
  - 3. Korintherbrief (ist in der armenischen Kirche kanonisch)
  - 3. Thessalonicherbrief
  - Laodizenerbrief (lateinisch)
- Brief des Petrus an Philippus (gnostisch)
- Brief des Pilatus an Kaiser Claudius
- Epistula Apostolorum (Brief der Apostel)
- Pseudo-Titus-Brief oder Brief des Paulusschülers Titus

### Apokalypsen
- Apokalypse der Maria (gnostisch)
- 1. Apokalypse des Jakobus (gnostisch)
- 2. Apokalypse des Jakobus (gnostisch)
- 3. Apokalypse des Jakobus (gnostisch)
- Apokalypse des Petrus
- Apokalypse des Paulus (NHC)
- Syrische Baruch-Apokalypse (2. Baruch)
- Griechische Baruch-Apokalypse (3. Baruch)
- Hirte des Hermas

### Authentische, aber nicht kanonische Werke
Diese Schriften wurden zumeist von Kirchenvätern verfasst, sind auch in ihrem Wert anerkannt, aber gelten nicht als Schriften, die allgemeinverbindlichen Charakter für alle Zeiten haben. Trotzdem wurden einige davon zeitweise offiziell im Gottesdienst verlesen.
- Agrapha
- Didache
- Hirte des Hermas
- 1. Clemensbrief
- Briefe des Ignatius:
  - Brief des Ignatius an die Epheser
  - Brief des Ignatius an die Magnesier
  - Brief des Ignatius an die Philadelphier
  - Brief des Ignatius an die Römer
  - Smyrnaerbrief des Ignatius
- Briefe des Polykarp von Smyrna:
  - Zeugnis des Polykarp
  - Brief des Polykarp an die Philipper

### Andere Schriften
- Transitus Mariae bzw. Dormitio Mariae
- Die Geschichte von Joseph dem Zimmermann
- Paralipomena Jeremiae
- Abraham-Apokalypse (Die aus dem 2. Jahrhundert stammende Abraham-Apokalypse beschreibt die Himmelfahrt Abrahams)
- Adambücher
- Interrogatio Johannis
- Kerygma Petri
- Pistis Sophia
- Jesus Sutras (christliche Predigten in chinesischer Sprache, 7.–10. Jahrhundert)
- Legenda Aurea

### Textausgaben
- Klaus Berger, Christiane Nord: Das Neue Testament und frühchristliche Schriften. 2. Aufl., Insel Verlag, Frankfurt am Main 2005, ISBN 3-458-17249-1.
- Katharina Ceming, Jürgen Werlitz: Die verbotenen Evangelien. Erweiterte und bebilderte Ausgabe. 5. Aufl., Marixverlag, Wiesbaden 2013, ISBN 978-3-86539-146-9.
- Robert Henry Charles: The Apocrypha and Pseudepigrapha of the Old Testament. Clarendon Press, Oxford 1913.
- Edgar Hennecke: Handbuch zu den neutestamentlichen Apokryphen. Tübingen 1904.
- Montague Rhodes James: The Lost Apocrypha of the Old Testament: their Titles and Fragments. Collected, Translated and Discussed. Society for Promoting Christian Knowledge, London 1920, Onlineausgabe.
- Emil Kautzsch: Die Apokryphen und Pseudepigraphen des Alten Testaments. 2 Bände. Mohr, Tübingen 1898 und 1900, Band 1: Die Apokryphen des Alten Testaments. Tübingen 1898 (Textarchiv – Internet Archive – Reprint: Olms, Hildesheim 1992, ISBN 3-487-05587-2).
- Christoph Markschies, Jens Schröter (Hrsg.): Evangelien und Verwandtes (= Antike christliche Apokryphen in deutscher Übersetzung. Band 1). 7. Auflage der von Edgar Hennecke begründeten und von Wilhelm Schneemelcher fortgeführten Sammlung der neutestamentlichen Apokryphen. Mohr Siebeck, Tübingen 2012, ISBN 978-3-16-150087-9 (2 Teilbände).
- Wilhelm Michaelis: Die Apokryphen Schriften zum Neuen Testament. Übersetzt und erläutert von Wilhelm Michaelis. Carl Schünemann Verlag, Bremen 1956. Neuausgabe: Die apokryphen Schriften zum Neuen Testament. Was nicht in der Bibel steht. Anaconda Verlag, Köln 2013, ISBN 978-3-86647-917-3.
- Uwe-Karsten Plisch: Was nicht in der Bibel steht. Apokryphe Schriften des frühen Christentums. 2., erweiterte Auflage. Deutsche Bibelgesellschaft, Stuttgart 2018, ISBN 978-3-438-05148-6.
- Paul Rießler: Altjüdisches Schrifttum außerhalb der Bibel. Filser, Augsburg 1928. Nachdruck: Kerle, Freiburg i.Br. 1988, ISBN 3-600-30046-6.
- Alfred Schindler (Hrsg.): Apokryphen zum Alten und Neuen Testament. Mit 20 Handzeichnungen von Rembrandt van Rijn. 2. Auflage. Manesse Verlag, Zürich 1988, ISBN 3-7175-1756-2.
- Wilhelm Schneemelcher (Hrsg.): Neutestamentliche Apokryphen in deutscher Übersetzung. Von Edgar Hennecke begründete Sammlung. Mohr Siebeck, Tübingen ab 1959.
  - Band I: Evangelien. 6. Auflage 1990, ISBN 3-16-145606-8.
  - Band II: Apostolisches, Apokalypsen und Verwandtes. 6. Auflage 1997, ISBN 3-16-147252-7.
- Erich Weidinger: Die Apokryphen – Verborgene Bücher der Bibel. Bechtermünz, München 1999, ISBN 3-86047-474-X.

### Sekundärliteratur
- Martin Beck: Apokryphen (AT). In: Michaela Bauks, Klaus Koenen, Stefan Alkier (Hrsg.): Das wissenschaftliche Bibellexikon im Internet (WiBiLex), Stuttgart, erstellt: Mai 2007; letzte Änderung: Februar 2018
- James H. Charlesworth: Research on the New Testament Apocrypha and Pseudepigrapha. In: Aufstieg und Niedergang der römischen Welt Bd. 25/2 Principat. De Gruyter, 1988, S. 3919–3968. Darauf basierend: An Annotated Bibliography for the New Testament Apocrypha. (MS-Word; 355 kB).
- Siegmar Döpp, Wilhelm Geerlings u. a. (Hrsg.): Lexikon der antiken christlichen Literatur. 3., vollst. neubearb. u. erw. Aufl., Herder, Freiburg im Breisgau 2002.
- Peter Gemeinhardt: Geschichte des Christentums in der Spätantike (= Neue theologische Grundrisse. Band XXVI). Mohr Siebeck, Tübingen 2022, §8 Parabiblische Literatur: Antike christliche Apokryphen, S. 76–83.
- Adolf Jülicher: Apokryphen. In: Paulys Realencyclopädie der classischen Altertumswissenschaft (RE). Band I,2, Stuttgart 1894, Sp. 2838–2841.
- Dieter Lührmann: Die apokryph gewordenen Evangelien (= Supplements to Novum Testamentum, Band 112, ISSN 0167-9732). Brill, Leiden / Boston 2004, ISBN 90-04-12867-0.
- Jens Schröter: Die apokryphen Evangelien : Jesusüberlieferungen außerhalb der Bibel. München: C.H. Beck, 2020. ISBN 3-406-75018-4.
- Herbert Vorgrimler: Neues Theologisches Wörterbuch. Neuausgabe (6. Aufl. des Gesamtwerks), Herder, Freiburg im Breisgau 2008, S. 51 f.
- Philipp Vielhauer: Geschichte der urchristlichen Literatur. Einleitung in das Neue Testament, die Apokryphen und die Apostolischen Väter. De Gruyter Lehrbuch, Walter de Gruyter, Berlin / New York 1978, ISBN 3-11-007763-9.